# Síndrome de restaurant xinès
La síndrome de restaurant xinès conegut també com a símptoma del glutamat monosòdic, és un conjunt de símptomes que poden incloure mal de cap (migranya), rubor, suor i sensació de pressió a la boca o a la cara. Es va pensar un temps que l'additiu glutamat monosòdic (MSG) n'és la causa, però aquesta hipòtesi sembla infundada. Estudis científics no han donat proves contundents que aquest en sigui l'origen. La síndrome posseeix aquest nom per estar associat a la ingesta de menjar preparat als restaurants de cuina xinesa, on el glutamat és un condiment freqüent. A la majoria dels casos els símptomes no són greus i es poden minorar amb la ingesta de vitamina B6 abans de ser exposat al glutamat.

## Origen del terme
Els primers casos es van donar als Estats Units a la dècada dels anys 60, país on hi ha molts restaurants de cuina sinoamericana que usen molt glutamat monosòdic. A l'abril de 1968 el doctor Robert Ho Man Kwok va escriure una carta a la revista New England Journal of Medicine, encunyant el terme «síndrome del restaurant xinès» a la qual afirmava:

 He experimentat una síndrome rara cada vegada que he menjat en un restaurant xinès, especialment un que serveix menjar del nord de la Xina. La síndrome, que sol començar entre 15 i 20 minuts després d'haver menjat el primer plat, té una durada d'unes dues hores, i sense efecte de ressaca. Els símptomes més prominents són entumiment a la part posterior del coll, que irradia gradualment a tots dos braços i la part posterior, debilitat general i palpitacions…

## Controvèrsia científica
Malgrat la percepció general que el glutamat monosòdic és la causa dels símptomes de la síndrome del restaurant xinès, aquesta associació mai s'ha demostrat en condicions rigorosament controlades, fins i tot en estudis amb persones que estaven convençudes que eren sensibles al compost. Es van fer mostres amb placebo per traçar les causes en diferents experiments i malgrat això no hi va haver conclusions determinants.